# يوهان لارسون
يوهان لارسون (بالسويدية: Johan Larsson)‏ (5 مايو 1990 في السويد - ) هو لاعب كرة قدم سويدي في مركز الدفاع. شارك مع منتخب السويد تحت 21 سنة لكرة القدم ومنتخب السويد لكرة القدم. أما مع النوادي، فقد لعب مع نادي إلفسبورغ ونادي بروندبي.

## وصلات خارجية
- يوهان لارسون على موقع الاتحاد الأوربي (الإنجليزية)
- يوهان لارسون على موقع اتحاد السويد (السويدية)
- يوهان لارسون على موقع قاعدة بيانات كرة القدم.إي يو (الإنجليزية)
- يوهان لارسون على موقع ناشيونال فوتبول تيمز (الإنجليزية)
- يوهان لارسون على موقع Soccerway.com (الإنجليزية)
- يوهان لارسون على موقع AS.com (الإسبانية)